# Stefano Colonna (kardynał)
Stefano Colonna (ur. w Rzymie, zm. krótko po 18 września 1378 tamże) – włoski kardynał.

## Życiorys
Pochodził ze znanego rodu Colonna; był synem Pietra Colonny i bratem kardynała Agapita Colonny. W młodości pełnił funkcję gubernatora Marchii Ankońskiej oraz legata papieskiego w Genui. Następnie został protonotariuszem apostolskim. 18 września 1378 został kreowany kardynałem, jednak nie zdążył objąć żadnej diakonii, ponieważ zmarł krótko po nominacji.